# Formica gibbosa
Formica gibbosa är en myrart som beskrevs av Presl 1822. Formica gibbosa ingår i släktet Formica och familjen myror. Inga underarter finns listade i Catalogue of Life.